# Байрак (Стерлітамацький район)
Байра́к (рос. Байрак, башк. Байраҡ) — присілок у складі Стерлітамацького району Башкортостану, Росія. Входить до складу Отрадовської сільської ради.
Населення — 188 осіб (2010; 165 в 2002).
Національний склад:
- татари — 70%